# Belgická hymna
Hymna Belgie je píseň Brabançonne, případně La Brabançonne (česky Píseň Brabantska).

## Historie hymny
Podle legendy vznikla belgická hymna v září 1830. Mladý revolucionář Louis-Alexandre Dechet přečetl slova na schůzce v kavárně l’Aigle d’Or. Alexandre Dechet byl herec divadla, ve kterém byla zahájena revoluce vedoucí k osvobození Belgie zpod nizozemské nadvlády. Revoluce si vyžádala také život samotného autora hymny. Hudbu napsal v roce 1830 François Van Campenhout.
V roce 1860 belgický premiér Charles Rogier upravil slova a zmírnil protinizozemské akcenty písně a nakonec byla v roce 1921 přijata čtvrtá sloka, v nizozemské i francouzské verzi, jako státní hymna. Uvádí se, že svůj vliv na belgickou hymnu měla také francouzská Marseillaisa.
Pomník hymny „La Brabançonne“ se nachází na náměstí Surlet de Chokier v Bruselu a je na něm vytesán úryvek písně v obou jazykových verzích.
Je možné také dohledat, že kromě nizozemské (vlámské) a francouzské verze, má hymna také valonskou a německou variantu. Ačkoliv je valonština blízká francouzštině, valonský text hymny vykazuje rozdíly.

## Text a český překlad hymny

### Nizozemská verze
O dierbaar België

O heilig land der vaad'ren

Onze ziel en ons hart zijn u gewijd.

Aanvaard ons kracht en het bloed van onze adren,

Wees ons doel in arbeid en in strijd.

Bloei, o land, in eendracht niet te breken;

Wees immer u zelf en ongeknecht,

Het woord getrouw, dat ge onbevreesd moogt spreken:

Voor Vorst, voor Vrijheid en voor Recht!

Het woord getrouw, dat ge onbevreesd moogt spreken:

Voor Vorst, voor Vrijheid en voor Recht!

Voor Vorst, voor Vrijheid en voor Recht!

Voor Vorst, voor Vrijheid en voor Recht!

### Francouzská verze
Ô Belgique, ô mère chérie,

À toi nos cœurs, à toi nos bras,

À toi notre sang, ô Patrie!

Nous le jurons tous, tu vivras!

Tu vivras toujours grande et belle

Et ton invincible unité

Aura pour devise immortelle:

Le Roi, la Loi, la Liberté!

Aura pour devise immortelle:

Le Roi, la Loi, la Liberté!

Le Roi, la Loi, la Liberté!

Le Roi, la Loi, la Liberté!

### Německá verze
O liebes Land, o Belgiens Erde,

Dir unser Herz, Dir unsere Hand,

Dir unser Blut, dem Heimatherde,

wir schworen's Dir, o Vaterland!

So blühe froh in voller Schöne,

zu der die Freiheit Dich erzog,

und fortan singen Deine Söhne:

Gesetz und König und die Freiheit hoch!

und fortan singen Deine Söhne:

Gesetz und König und die Freiheit hoch!

Gesetz und König und die Freiheit hoch!

Gesetz und König und die Freiheit hoch!

### Valonská verze
Po nosse Beldjike, nosse firté, nosse bele Patreye,
S' il est reki, ci djoû la, nos mourrans !
Li Liberté våt k' on sacrifeye si veye,
Po-z è leyî profiter nos efants !
Dins nozôtes, k' est vaici, i gn a pont d’ låtches,
So nos tertos, nosse payis pout conter !
Flaminds, Walons, tchantans, tchaeke e s’ lingaedje :
Li Rwè, li Lwè et l’ Liberté !

### Český překlad z francouzské verze
Ó Belgie, matko drahá

tobě podáváme srdce svá a paže

krví pro tebe prolitou, Ó vlasti,

přísaháme jedním hlasem – Ty budeš žít

budeš žít, tak skvělá a nádherná

a tvá nezdolná jednota

za nesmrtelné heslo bude mít

Král, právo a svoboda!

Za nesmrtelné heslo bude mít

Král, právo a svoboda!

Král, právo a svoboda!

Král, právo a svoboda!